# 2. Landesliga Ost (Niederösterreich)
Die 2. Landesliga Ost befindet sich parallel zur 2. Landesliga West auf der fünfthöchsten Spielstufe des österreichischen Fußballs. Meister und Aufsteiger in die Landesliga Niederösterreich war in der Saison 2024/25 der ASK Ebreichsdorf.

## Modus
In der Liga spielen in der Saison 2023/24 16 Mannschaften vorwiegend aus dem östlichen Niederösterreich in jeweils einer Hin- und Rückrunde um den Meistertitel. Der Meister steigt in die Landesliga auf, die Vereine auf den hinteren Rängen steigen in eine der Staffeln der Gebietsliga ab. Die genaue Anzahl der Absteiger ist nicht festgelegt (theoretisch maximal fünf). Sie ist abhängig davon, wie viele Absteiger aus der übergeordneten Landesliga aufgrund ihrer geographischen Lage in die Ost-Staffel der 2. Landesliga eingereiht werden.

## Vereine
Folgende Vereine werden (Stand 2023/24) in der Liga vertreten sein:
- ASK Mannersdorf
- ASK Bad Vöslau
- FC Mistelbach
- 1. FC Bisamberg
- SV Sierndorf
- FC Klosterneuburg
- SC Wolkersdorf
- SV Stockerau
- TSU Obergänserndorf
- SV Langenlebarn
- ASV Vösendorf
- SC Brunn am Gebirge
- ASK Ebreichsdorf
- Admira Panthers
- SV Horn Amateure
- SC Katzelsdorf

## Reservemannschaften
Gemäß den Bestimmungen des NÖFV sind die Vereine verpflichtet, eine Reservemannschaft zu stellen. Diese tragen eine eigene Meisterschaft aus. Falls einer (oder mehrere) Teilnehmer der 2. Landesliga selbst eine Rervermannschaft eines höherklassigen Vereines ist (Regionalliga, 2. Liga oder Bundesliga), so wird deren Teilnehmerzahl dementsprechend reduziert. Derzeit (Stand 2021) ist das jedoch nicht der Fall.